# 백예빈
백예빈(白豫彬, 1997년 7월 13일 ~ )은 대한민국의 가수로 다이아의 멤버로 활동했다. 2017년 KBS 2TV《아이돌 리부팅 프로젝트 더 유닛》에 참가해서 여자 최종 2위를 하여 유니티의 멤버가 되었다. 예선에서 3부트를 받았기 때문에 썩 좋은 평가를 받지는 못했으나 시종일관 2~3위권을 유지하며 안정적으로 데뷔했다. 유니티 멤버 중 2번째로 원래 소속그룹 다이아에 복귀했다.

## 학력
- 춘천교육대학교 부설초등학교(졸업)
- 남춘천여자중학교(졸업)
- 서초고등학교(졸업)

## 음반 목록

### 솔로 앨범
- 2021년 7월 7일 싱글 앨범 《Yes I Know》

## 출연작

### 예능
- 2017년 KBS2 《아이돌 리부팅 프로젝트 더 유닛》
- 2017년 MBC 《미스터리 음악쇼 복면가왕》- 원펀치 쓰리강냉이 옥수수걸(참가자)
- 2018년 KBS2 《불후의 명곡 - 전설을 노래하다》
- 2019년 SBS Plus 《좋은 친구들》

### 드라마
- 2020년 KBS2 《좀비탐정》 - 배우 유희선 역 (특별출연)

## 광고
- 어딕션 (2017, 셔누와 함께)